# معركة كاستالا الأولى
جرت معركة كاستالا الأولى في (21 يوليو 1812)، عندما تقدم جيش إسباني صغير بقيادة جوزيف أودونيل لمهاجمة فرقة إمبراطورية فرنسية تحت قيادة جان إيسيدور هاريسب. كانت خطة المعركة التي أعدها أودونيل سيئة التصور كما تمكن الفرنسيون بفضل تفوقهم العددي من سحق قلب جيشه حتى قبل أن يتدخل جناحيه الأيمن والأيسر. وقد جرت المعركة ضمن معارك حرب الاستقلال الإسبانية، التي بدورها جزء من الحروب النابليونية. بالقرب من كاستالا، على بعد 32 كم (20 ميل) شمال غرب أليكانتي، بإسبانيا.

## خلفية تاريخية
عقب حصاره الناجح لبلنسية ونجاحه في العمليات الأخرى، احتل جيش المارشال لويس غابرييل سوشيت جزءاً كبيراً من مقاطعة بلنسية. بينما تجمع جيش مرسية الإسباني في الجنوب، في محاولة لوقف التقدم الفرنسي المتزايد. وفي 16 يناير 1812، تغلب الأسبان على محاولة قام بها الجنرال لويس بيير مونبرون، مع 5500 جندي فرنسي للاستيلاء على قاعدتهم في أليكانتي. كان من المقرر أن تصل تجريدة أنجلو-صقلية تحت قيادة الجنرال توماس مايتلاند إلى أليكانتي، كما طلب الجنرال آرثر ويلزلي، ماركيز ويلينجتون من النقيب الجنرال جوزيف أودونيل إجراء عملية تأخير.

## المعركة
شكلً أودونيل جيشه البالغ قوامه 11000 جندي في ثلاثة ألوية هجومية أُعددت لتطويق كتيبة أحد ألوية الجنرال جان إيسيدور هاريسب متجاهلاً بذلك نصائح ماركيز ويلنجتون. وبعد مغادرته لمدينة كاستالا، تمركز العقيد جاك أنطوان أدريان دلورت بجنوده على منحدر قريب. وبمجرد استطلاع ألوية أودونيل الثلاث المركزية للمكان، وصل بشكل غير متوقع فوج الفرسان الفرنسي الرابع والعشرون «التنين» إلى ساحة المعركة وشن سلسلة من الضربات الساحقة. حيث قتل أو جرح الفرسان والمشاة الفرنسيون 1000 جندي إسباني وأسروا 2135 آخرين. شكل الجناحان الأيمن والأيسر الإسباني دوائر واسعة في ساحة المعركة، بحيث انتهت المعركة قبل أن يتمكنوا من التأثير نتيجتها. وعندما حطت تجريدة مايتلاند على البر، وجد أن جيش مرسية لا يمكنه بأي شكل من الأشكال إجراء عمليات لعدة أشهر. وفي اليوم التالي للمعركة، تمكن ماركيز ويلنجتون من تحقيق فوز حاسم على الفرنسيين في سالامانكا وهدد بإزاحة سيطرة نابليون على إسبانيا.